# Guldbaggen för kreativa insatser
Guldbaggen för kreativa insatser var under ett drygt decennium en av kategorierna vid den årliga Guldbaggen-utdelningen för insatser vid den svenska filmen. Kategorin introducerades vid den 24:e Guldbaggegalan, då den ersatte Guldbaggejuryns specialpris, och under de första åren tilldelades priset 2–3 olika mottagare varje år. Det delades för sista gången ut vid den 35:e galan i ordningen, varefter det ersattes av Guldbaggen för bästa prestation bild och ljud.

## Mottagare
| År          | Pristagare                                                                      | Yrke och motivering |
| ----------- | ------------------------------------------------------------------------------- | --- |
| 1988 (24:e) | Jan Troell                                                                      | Dokumentärfilmare, "för hans personliga och kontroversiella porträtt av Sverige i filmen Sagolandet."                                                       |
| 1988 (24:e) | Lisbet Gabrielsson                                                              | Producent, "för framgångsrikt producentskap och solidariskt stöd till filmare i Sverige."                                                                   |
| 1988 (24:e) | Michał Leszczyłowski                                                            | Klippare, "för Regi Andrej Tarkovskij, som fördjupar bilden av en av de största filmskaparna."                                                              |
| 1989 (25:e) | Björn Isfält                                                                    | Kompositör, "för hans personliga och medskapande filmmusik, senast i Resan till Melonia."                                                                   |
| 1989 (25:e) | Per Åhlin                                                                       | Animatör, "för Resan till Melonia och för hans unika insatser i svensk tecknad film."                                                                       |
| 1989 (25:e) | Stefan Jarl                                                                     | Dokumentärfilmare, "för lidelsen och konsekvensen i hans filmarbete."                                                                                       |
| 1990 (26:e) | Meyerateljéerna (Håkan Alexandersson, Carl Johan De Geer och deras medarbetare) | Filmbolag |
| 1990 (26:e) | Mattias Nohrborg (Triangelfilm)                                                 | Producent, "för ambitiös och energisk import och distribution."                                                                                             |
| 1990 (26:e) | Marie-Louise Ekman                                                              | Regissör och manusförfattare, "för konsekvent konstnärligt filmarbete."                                                                                     |
| 1991 (27:e) | Jan Gissberg                                                                    | Animatör, "för hans gladlynta tolkning av Thomas Funcks sagovärld i Kalle Stropp och Grodan Boll på svindlande äventyr.                                     |
| 1991 (27:e) | Leif Furhammar                                                                  | Filmvetare, "för hans magnifika grepp om svensk film i boken Filmen i Sverige."                                                                             |
| 1992 (28:e) | Anna Asp                                                                        | Scenograf, "för utsökt tids- och formkänsla i hennes scenografiarbeten, senast i Den goda viljan."                                                          |
| 1992 (28:e) | Ernst Günther                                                                   | Skådespelare, "för hans förmåga att porträttera sina medmänniskor så mänskligt och skapa trovärdighet, som till exempel i Änglagård."                       |
| 1992 (28:e) | BUFF i Malmö                                                                    | Filmfestival, "för entusiastiskt arbete med att sprida bra film till barn och ungdom."                                                                      |
| 1993 (29:a) | Bengt Schöldström                                                               | Effektmakare, "för nyskapande och mångfasetterad utveckling av 'special effects'."                                                                          |
| 1993 (29:a) | Arne Sucksdorff                                                                 | Dokumentärfilmare, "för en banbrytande insats för den svenska dokumentärfilmen."                                                                            |
| 1993 (29:a) | Anette Lykke Lundberg                                                           | Klippare. "för envetenhet och skaparkraft vid tillkomsten av Stefan Jarls filmer."                                                                          |
| 1994 (30:a) | Film i Väst                                                                     | Filmbolag, "för framåtsyftande och inspirerande regional samverkan till filmkonstens fromma."                                                               |
| 1994 (30:a) | Lars Svanberg                                                                   | Filmtekniker, "för hans intensiva engagemang för filmens och biografens utveckling: lärare, uppmuntrare, innovatör och författare."                         |
| 1994 (30:a) | Säters Film & Biografmuseum                                                     | Museum, "för dess fina presentation av den rörliga bildens historia."                                                                                       |
| 1995 (31:e) | Hasse Ekman                                                                     | Regissör, manusförfattare, producent, skådespelare – "dandyn som skänkt svensk film tyngd med sin suveräna lätthet."                                        |
| 1996 (32:e) | Horst Stadlinger                                                                | Maskör, "en maskernas mästare på förändring och förvandling."                                                                                               |
| 1997 (33:e) | Stefan Nilsson                                                                  | Kompositör, "för en tonkonst som berikar såväl epik som komik."                                                                                             |
| 1998 (34:e) | Elisabeth Sörenson                                                              | Filmvetare, "för ett nyfiket, kunnigt och outtröttligt utforskande av en mångfald filmkulturer, generöst förmedlat till en vid läsekrets."                  |
| 1999 (35:e) | Jan Lindqvist                                                                   | Dokumentärfilmare, "för ett visionärt pionjärarbete i filmen Tiden är en dröm, som med unika stillbilder på ett nytt sätt gestaltat svensk arbetshistoria". |